# Golfprofessional

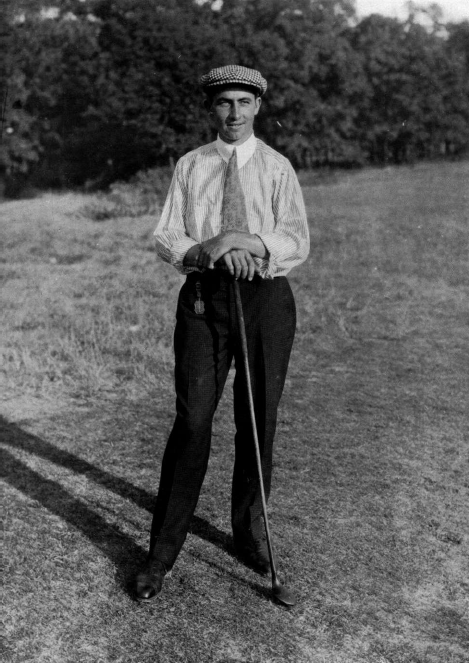
Golfprofessional Walter Hagen in 1914

Een golfprofessional is een persoon die met de golfsport geld verdient.Het kan ook zo zijn dat hij of zij les geeft en daar inkomsten uit heeft. Die persoon verliest dan zijn handicap.
De golfprofessional kan geld verdienen door wedstrijden te spelen en wordt dan een playing professional genoemd. Anderen verdienen hun geld met lesgeven en worden teaching professional, golfleraar, golfpro of pro genoemd. De golfprofessional heeft geen amateurstatus. Er zijn nauwkeurige regels over de amateurstatus vastgesteld, in Nederland door de Nederlandse Golf Federatie.

## Playing professional
De ambitie van de meeste playing pro's is om goed genoeg te worden om met het spelen van wedstrijden in eigen onderhoud te voorzien. Om daarin de top te bereiken is een toekomst die voor weinigen is weggelegd. Een amateurgolfer die playing professional wordt heeft goede ondersteuning nodig. Er moet veel getraind en gereisd worden. Mental coaching is ook erg belangrijk. Golf Team Holland werd in 2005 opgericht om daarin een rol te spelen.
Sinds de jaren 80 van de 20e eeuw groeit het aantal golfspelers explosief en daarmee komen er meer goede spelers. Toen Chris van der Velde in 1989 voor het eerst op de Europese PGA Tour speelde, was hij de enige Nederlander. In 2008 werd Nederland vertegenwoordigd door Robert-Jan Derksen, Maarten Lafeber en Joost Luiten. Inmiddels zijn ook Wil Besseling en ook Darius van Driel op de Europesche tour aangeschoven. Aan de jeugd wordt veel aandacht besteed

## Teaching professional

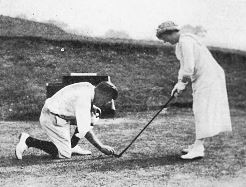
Een teaching professional aan het werk

Voor de Tweede Wereldoorlog waren er 19 golfclubs in Nederland en er waren weinig leraren. Na de oorlog duurde het tot 1974 voordat er nieuwe golfbanen bij kwamen. Daarna kwam alles in een stroomversnelling. Zo kwam ook het vak van golfleraar in opmars. Daar komt veel meer bij kijken dan goed spelen. Het beroep van golfleraar of -coach is een vrij beroep. Er zijn meerdere mogelijkheden om een opleiding tot golfleraar te volgen. In Nederland is de bekendste de PGA-opleiding. Sinds 2001 is daar als tweede opleider DGTF bij gekomen inmiddels is de naam veranderd in WGTF of the Netherlands De WGTF heeft in de laatste 15 jaar meer dan 400 golfleraren opgeleid. Beide opleidingsscholen doen bij de koninklijke Nederlandse golffederatie examen om een staatserkende status te verkrijgen. Bij de WGTF wordt eerst het Amerikaanse examen afgenomen.Daarna kan de veel moeilijkere Kwalificatie sport structuur 3 en later 4 examen gedaan worden bij de examen commissie van de KNGF.
De PGA opleiding zal tussen de 11.000 en 13.000 Euro voor niveau 3. De WGTF zal 4250,00 Euro kosten voor level 3. Daar komt zeker nog 1500 euro bij. De opleidingen kunnen ook in de UK gedaan worden. Voor de PGA zullen de kosten dan 10.000 pond zijn. Voor de WGTF UK zijn de kosten 1600 pond ex hotel en vlucht.
Tijdens en na de opleiding worden onder andere stages georganiseerd en applicatiecursussen gegeven. Er worden ook eisen gesteld aan het spelniveau van de toekomstige leraar. Jaarlijks dient iedere golfleraar bijscholing te volgen om up to date te blijven.
De WGTF houdt jaarlijks meerdere seminars en leermodules van de opleiding die separaat gevolgd kunnen worden.

### Toernooien
De meeste "professionals" in Nederland zijn lid van de PGA, die hun belangen behartigt en toernooien hen organiseert. PGA Holland organiseert de 'Monday Tour'. De DGTF heeft een eigen tour en order of merit (prijzengeldverdeling) met ongeveer 8 wedstrijden, georganiseerd op maandagen.
Veel professionals combineren het spelen van toernooien met het geven van les en clinics, omdat ze met de toernooien niet genoeg verdienen. Het volgen van een didactische opleiding is daarvoor een vereiste. Het succes daarbij hangt af van hun commerciële niveau, maar ook van de beschikbare toernooien en het bijbehorende prijzengeld. Zo is het prijzengeld op de Europese PGA Tour altijd veel hoger geweest dan op de Ladies European Tour en stonden er veel meer toernooien op de jaarkalender.